# Інґрід Вілм
Інґрід Вілм (англ. Ingrid Wilm, 8 червня 1998) — канадська плавчиня.
Призерка Чемпіонату світу з водних видів спорту 2022 року.